# 劉永基
劉永基（1574年—？），原名刘埁，字特倩，号止菴，浙江紹興府山陰縣（今属绍兴市）人，明朝政治人物。

## 生平
萬曆二十八年庚子科浙江鄉試舉人，四十四年（1616年），登進士。萬曆四十五年，接替朱瀛達，擔任南直隶常州府宜興縣知縣，以憂去。由蔣英接任。服闋補江西赣县知县，升主事，一年后超遷山東僉事，以忤魏忠贤削籍。崇禎元年三月起复原官。七月，補陝西按察司洮岷道僉事，升陕西副使。

## 家族
曾祖劉洪。祖劉棖。父劉焀，增廣生。母王氏。具慶下。娶胡氏。子錫恩。